# Dotcode

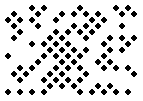
Der Text "Wikipedia" in einem DotCode kodiert.

Dotcode bezeichnet verschiedene auf einer Matrix von Punkten basierende 2D-Codes.
Dotcodes sind nicht mit der Blindenschrift Braille zu verwechseln.

## DotCode
Die DotCode Symbologie wurde von AIM im Oktober 2009 veröffentlicht und wurde im Juli 2012 standardisiert. Die Codes können optisch gelesen werden und nutzen Fehlerkorrektur mittels Reed-Solomon. Der Einsatzbereich ist das schnelle bedrucken von Industrie- oder Konsumgütern um einzelne Einheiten identifizieren und verfolgen zu können. In der Zigaretten- und Pharmaindustrie finden die Codes Anwendung.

## Dot Code A
Der Dot Code A basiert auf einer Matrix von 6×6 bis 12×12 Punkten. Die Punkte ergeben – weiß bzw. farblos belassen oder mit einem normalerweise schwarzen Punkt gekennzeichnet – einen sogenannten Dot. Die Kombination von leeren Stellen und Punkten fordert einen binären Code (aufgebaut auf Nullen und Einsen). Wegen des geringen Umfangs hat ein Punktcode eine hohe Informationsdichte. Eine 7×7 Matrix kann nach Abzug von festen Punkten für Kontrollen mehr als zwei Milliarden Kombinationen von Leerstellen und Punkten realisieren und damit theoretisch mehr als zwei Milliarden verschiedene Ident-Nummern im Sinne eines Fixcode-Systems verfügbar halten. Es können allerdings auch andere Daten kodiert werden.
Der Punktcode ist aus relativ großem Abstand mittels Kamerasystem und in allen Positionen zuverlässig lesbar. Die Zuverlässigkeit des Punktcodes ist im Vergleich zum Barcode größer, da nur die Abwesenheit eines Punktes von Belang ist. Beim Barcode ist zudem auch die Breite der Streifen bestimmend.
Der Unterschied zwischen Dotcodes und Barcodes bei gleichem Dateninhalt ist offensichtlich. Punktcodes werden üblicherweise dort angewendet, wo der verfügbare Platz für eine Kennzeichnung begrenzt ist, wie z. B. auf einem Mikroprozessor. Für eine Umgebung, in der die Etiketten verschmutzt oder in irgendeiner Form beschädigt werden könnten, ist es möglich, einen Punktcode durch Perforieren herzustellen oder ihn unmittelbar in das Material einzubringen. Ein anderer wichtiger Vorteil des Punktcodes ist, dass nur ein Kontrast von ca. 15 Prozent nötig ist, um eine erfolgreiche Lesung zu erreichen. Bei einem Barcode ist ein Kontrast von 50 bis 60 Prozent eine absolute Notwendigkeit.

### Normhinweise
Der Dot Code A ist ein proprietäres Codierverfahren und ist nicht genormt (DIN oder ISO/IEC). Der Code selbst ist ohne Fehlererkennung (Prüfzeichen) und ohne Fehlerkorrektur. Der Code ist nicht identisch mit dem offenen DataMatrix-Code nach ISO/IEC 16022 und DIN V 66401.